# بژیدارا تورزونوووا
بُژیدارا تورزونووُوا (انگلیسی: Božidara Turzonovová؛ ۲۸ مهٔ ۱۹۴۲ – ) فیلم و تئاتر اهل کشور اسلواکی است. وی از سال ۱۹۶۱ میلادی تاکنون مشغول فعالیت بوده‌است.
از فیلم‌ها یا برنامه‌های تلویزیونی که وی در آن نقش داشته‌است می‌توان به پنلوپه اشاره کرد.